# Diga di Ertan
La diga di Ertan è una diga ad arco sul fiume Yalong, un tributario dello Yangze nella provincia di Sichuan, nel sud-ovest della Cina.

## Descrizione
La diga dispone di sei generatori idroelettrici, ciascuno in grado di generare 550 MW. La capacità complessiva della centrale è di 3.300 MW, il che ne fa una delle più potenti centrali elettriche cinesi. La costruzione della diga è iniziata nel dicembre del 1991 ed è stata completata il 26 dicembre 1999. Nella sua costruzione, sono stati spostati 12.638.000 m³ di materiale.